# Torneio Cidade de Turim
Torneio Cidade de Turim (Torneo Internazionale Città di Torino no original) é uma competição internacional de futebol sub-20, disputada anualmente na cidade de Turim, Itália.
A fórmula atual da competição consiste em 16 equipes participantes, divididas em quatro grupos de quatro times. O primeiro colocado de cada chave classifica-se para a semifinal.

## História
O Torneo Internazionale di Calcio Città di Torino - Memorial Avvocato Sergio Cozzolino  foi criado durante as celebrações do centenário do Torino Football Club. A competição, cujo nome oficial homenageia o advogado Sergio Cozzolino, ex-dirigente do Torino, foi destinada à categoria "Primavera" (constituída por futebolistas nascidos em 1988 e 1989) e contou com o apoio da região de Piemonte, da cidade e da província de Turim, e da Camera di Commercio Industria, Agricoltura e Artigianato di Torino (Câmara do Comércio, Indústria e Artesanato de Turim).
A primeira edição foi realizada entre 4 e 9 de setembro de 2007, e contou com a participação de 12 equipes, tendo o Santos como campeão. A segunda edição foi realizada entre 2 e 7 de setembro de 2008, novamente sagrando-se campeã a equipe do Santos.
Em 2009, o título da competição, realizada entre 23 e 29 de agosto, mais uma vez ficou com uma equipe brasileira: o Internacional foi campeão invicto.

## Campeões
| Edição | Ano  | Campeão       | Placar | Vice        |
| ------ | ---- | ------------- | ------ | ----------- |
| 3ª     | 2007 | Santos        | 7-1    | Joanópolis  |
| 4ª     | 2008 | Santos        | 1-0    | River Plate |
| 5ª     | 2009 | Internacional | 4-0    | Olympiacos  |

### Títulos por equipe
| Clube         | País      | Títulos         | Vices    |
| ------------- | --------- | --------------- | -------- |
| Corinthians   | Brasil    | 1 (1966)        | Espanyol |
| Santos        | Brasil    | 2 (2007 e 2008) | 0        |
| Internacional | Brasil    | 1 (2009)        | 0        |
| Joanópolis    | Brasil    | 0               | 1 (2007) |
| Olympiacos    | Grécia    | 0               | 1 (2009) |
| River Plate   | Argentina | 0               | 1 (2008) |

### Títulos por país
| Estado    | Títulos | Vices |
| --------- | ------- | ----- |
| Brasil    | 3       | 1     |
| Argentina | 0       | 1     |
| Grécia    | 0       | 1     |

## Artilheiros
| Ano  | Artilheiro                     | Clube                   | Gols |
| ---- | ------------------------------ | ----------------------- | ---- |
| 2007 | Beraldo Santos Cawley          | Joanópolis Celtic       | 7    |
| 2008 | Gustavo Fernandez Junior Dutra | River Plate Santo André | 5    |
| 2009 | Marinho                        | Internacional           | 5    |